# Рукопольское муниципальное образование
Рукопольское муниципальное образование — сельское поселение в Краснопартизанском районе Саратовской области России.
Административный центр — посёлок Петровский.

## История
Статус и границы сельского поселения установлены Законом Саратовской области от 27 декабря 2004 года № 98-ЗСО «О муниципальных образованиях, входящих в состав Краснопартизанского муниципального района».
В 2013 году Корнеевское, Милорадовское, Рукопольское и Чистопольское муниципальные образования преобразованы путём объединения в Рукопольское муниципальное образование.

## Население
| 2010  | 2011  | 2012  | 2013  | 2014  | 2015  | 2016  |
| ----- | ----- | ----- | ----- | ----- | ----- | ----- |
| 1871  | ↘1856 | ↘1780 | ↘1718 | ↗3719 | ↘3556 | ↘3408 |
| 2017  | 2018  | 2019  | 2020  | 2021  |       |       |
| ↘3231 | ↘3109 | ↘2964 | ↘2836 | ↗3051 |       |       |

## Состав сельского поселения
| №  | Населённый пункт | Тип населённого пункта          | Население |
| -- | ---------------- | ------------------------------- | --------- |
| 1  | Беленка          | село                            | ↘207      |
| 2  | Головинщено      | село                            | ↘310      |
| 3  | Дальний          | посёлок                         | ↘103      |
| 4  | Корнеевка        | село                            | ↘580      |
| 5  | Милорадовка      | село                            | ↘591      |
| 6  | Непокоиха        | село                            | ↘53       |
| 7  | Новоуспенка      | посёлок                         | ↘0        |
| 8  | Октябрьский      | посёлок                         | ↘265      |
| 9  | Петровский       | посёлок, административный центр | ↘536      |
| 10 | Раздольное       | село                            | ↘322      |
| 11 | Рукополь         | село                            | ↘698      |
| 12 | Светлый          | посёлок                         | ↘0        |
| 13 | Семёновка        | село                            | ↘26       |
| 14 | Толстовка        | село                            | ↘430      |
| 15 | Урожайный        | посёлок                         | ↘19       |
| 16 | Целинный         | посёлок                         | ↘0        |
| 17 | Чистопольский    | посёлок                         | ↘310      |